# Bob Thom
Robert „Bob“ Thom (* 18. Juni 1917 in Wolverhampton; † 1. August 2004 ebenda) war ein britischer Radrennfahrer und späterer Radsportfunktionär.

## Radsport-Laufbahn
Bob Thom begann mit dem Radsport vor dem Zweiten Weltkrieg und konnte erste Erfolge erringen. So wurde er 1938 Sechster der britischen Straßenmeisterschaft und gewann die East Midlands Championship. Während des Krieges war er als Soldat in Rhodesien stationiert, wo er weiter trainierte und die rhodesische Meisterschaft im Sprint gewann.
1948 wurde Thom Profi, fuhr für das Radsportteam Viking Cycles und arbeitete für die Firma Viking auch als Verkäufer. 1947 gewann er das Rennen Weston Super Mare und 1949 die Tour of the Peaks. 1949 wurde er britischer Meister im Straßenrennen, zwei Jahre später Dritter.

## Berufliches
1951 beendete Bob Thom seine aktive Karriere und wurde Teammanager bei Viking Cycles, seine Stelle als Fahrer nahm sein Schwager Ian Steel im Team ein. Er unterstützte die britischen Fahrer auch als Mechaniker und Teamleiter während der Internationalen Friedensfahrt 1952, 1954, 1955 und 1961 und der Tour de France 1955. Später wurde er Manager des englischen Nationalteams und hatte weitere Ämter als Funktionär inne; er engagierte sich für das Sechstagerennen in Wembley, genannt Skol-Six, und war u. a. an der Organisation der UCI-Straßen-Weltmeisterschaften 1982 in Goodwood beteiligt. Als Stuntman wirkte er auch in einem Film mit. Als die Firma Viking von US-amerikanischen Investoren übernommen wurde, arbeitete er einige Jahre in Kalifornien.
Auch sein Sohn, Bob Thom junior, war Radrennfahrer und später Manager des englischen Radsport-Nationalteams.

## Persönliches
Thom hatte sich während der Friedensfahrt 1959 die Mühe gemacht und das gesamte radsportliche Equipment aller Mannschaften erfasst. Das Ergebnis stellte er in einem Buch über die Friedensfahrt vor: „Im Jahre 1959 führten die Materialwagen insgesamt mit sich: hundertzehn komplette Rahmen, dreihundertachtzig Vorder- und Hinterräder, tausendzweihundert Reifen, neunzig Lenker, tausendachthundert Zahnkränze für Leerläufe, hundertzehn Kettenblätter, hundertzehn Paar Pedale, sechzig Pumpen, zweihundertneunzig Paar Bremsen, zweihundertvierzig Gangschaltungen, siebzehntausend Speichen, dreißig Sättel, hundertzehn Pedalachsen, zehntausend Kugeln, tausendeinhundert Rollen Lenkerband, sechshundert Ketten, neunzehn Paar Pedalhaken und noch einige Dinge mehr.“